# 해남군
해남군(海南郡)은 대한민국 전라남도 서남쪽에 있는 군이다. 동쪽에는 강진군, 북쪽에는 목포시, 영암군, 서쪽에는 신안군 남쪽에는 바다를 건너 진도군과 완도군이 접하고 있다. 현재 1읍 13면으로 편제되어 있다. 고천암 간척공사에 더불어 영산강 3-2지구 간척공사로 호남 최대 면적의 기초자치단체가 되었다.
한반도 남쪽의 구릉지대로 해양성 기후로 따뜻하기 때문에, 농업과 어업이 융성한 지역이다. 화원반도를 중심으로 리아스 식의 긴 해안선이 있다. 땅끝마을 등의 관광지로도 유명하다.

## 역사
| Daedongyeojido (Gyujanggak) 19-06.jpg | Daedongyeojido (Gyujanggak) 19-05.jpg |
| Daedongyeojido (Gyujanggak) 20-05.jpg | Daedongyeojido (Gyujanggak) 20-04.jpg |

- 백제 시대 : 새금현(塞琴縣)이었다. 당시의 치소는 지금의 현산면이다.
- 757년 : 침명현(浸溟縣)으로 개칭하고 양무군의 영현이 되었다.
- 940년 : 해남현(海南縣)으로 개칭하고 영암군의 속현이 되었다.
- 1409년 : 해남현과 진도군을 해진군(海珍郡)으로 통합하였다.
- 1412년 : 영암군의 옛 속현인 죽산현·황원현·옥산현 지역이 해진군에 편입되고, 해진군의 치소를 옥산(지금의 해남읍)으로 이전하였다.
- 1437년 : 해진군을 다시 해남현과 진도군으로 분할하고 해남에 현감을 두었다.
- 1895년 : 나주부 해남군으로 개편하였고, 이듬해 신설된 완도군에 해남군이 관할하던 섬들이 편입되었다.
- 1896년 : 전라남도 해남군이 되었다. (17면)

군일면(郡一面), 군이면(郡二面), 녹산면(綠山面), 화일면(花一面), 화이면(花二面), 현산면(縣山面), 은소면(銀所面), 청계면(淸溪面), 비곡면(比谷面), 마포면(馬浦面), 산일면(山一面), 산이면(山二面), 황원면(黃原面), 문내면(門內面), 장동면(場東面), 장서면(場西面), 관저면(管底面)
- 1906년 : 영암군 송지시면, 송지종면, 북평시면, 북평종면, 옥천시면, 옥천종면, 진도군 삼촌면이 해남군에 편입되었다. (24면)
- 1914년 4월 1일 : 해남군의 관할 행정 구역을 13개 면으로 통폐합하였다.[3]
  - 13면 : 해남면, 삼산면, 화산면, 현산면, 송지면, 북평면, 옥천면, 계곡면, 마산면, 황산면, 산이면, 문내면, 화원면
  - 군일면+군이면 → 해남면, 삼촌면+녹산면 → 삼산면, 화일면+화이면 → 화산면, 송지시면+송지종면 → 송지면,

북평시면+북평종면+강진군 백도면 일부 → 북평면, 옥천시면+옥천종면 → 옥천면, 청계면+비곡면 → 계곡면,
마포면+산일면 일부 → 마산면, 황원면+산일면 일부 → 황산면, 장동면+장서면+관저면 → 화원면, 은소면 → 현산면과 송지면에 분할 편입
- 1921년 : 완도군 어불도를 송지면에 편입하였다.
- 1955년 7월 1일 : 해남면이 해남읍으로 승격하였다.[4] (1읍 12면)
- 1973년 7월 1일 : 송지면 월송리를 현산면에, 마산면 복평리를 해남읍에 편입하였다.[5]
- 1983년 2월 15일 : 북평면의 일부를 분리해 북일면을 신설하였다.[6] (1읍 13면)
- 1990년 8월 1일 : 옥천면 봉황리를 강진군 도암면으로 이관

## 지리
해남군은 한반도의 서남쪽 모서리에 자리잡은 전남최대의 군이며, 동북쪽만이 강진, 영암과 연결된 육지이고 3면이 모두 바다인 반도로 되어있다. 전남의 서남단에 돌출해 있는 해남은 서북쪽으로 뻗은 화원반도, 산이반도와 남쪽으로 뻗은 해남반도와 내륙부로 이루어져 동쪽을 강진만, 동북쪽을 영암군과 강진군, 동남쪽을 완도군과 접하고 있으며 서북쪽으로는 신안군, 진도군과 목포시에 접하고 있다.
해남은 한반도의 최남서지역으로 수많은 도서들이 산재하고 있는 침강해안으로 심한 굴곡을 이루고 있으며 해침에 의해 가파른 해식절벽을 형성하고 있다. 지세는 매우 험준한 편이며 고봉을 이루거나 첨예한 능선을 이루어 하천은 짧고 나무가지 모양으로 바다로 직접 흘러든다.

### 기후
해남군은 국토의 최남단 땅끝에 위치하여 기후조건이 온난하다. 연평균기온은 섭씨 13~14도, 가장 추운 달인 1월 평균 기온은 섭씨 0도 이상으로 겨울철이 온난하여 적설일수가 많지 않은 기후특성을 나타낸다. 연평균 상대습도가 75%이고, 연평균 강우량이 1,300mm 내외인데, 6~9월 강우가 총 강수량의 63%를 차지하고 있다. 여름에는 남동계절풍의 영향으로 고온다습하며, 겨울은 북서계절풍의 영향으로 한랭건조한 대륙성 기후를 나타내지만, 해안선 일대는 해양성 영향으로 내륙에 비하여 온난한 기후를 나타낸다. 3면이 모두 바다인 해안선을 끼고 있어 난류와 해양성 기후의 영향으로 비교적 고온습윤한 기후 특성을 나타내고 있으며 1998년 연간 강우량이 1,685mm의 다우지역으로 농작물 재배와 생육에 좋은 조건을 갖추고 있다.
| 해남기상관측소 (해남군 해남읍 남천리, 해발 16.36m)의 기후 | 해남기상관측소 (해남군 해남읍 남천리, 해발 16.36m)의 기후 | 해남기상관측소 (해남군 해남읍 남천리, 해발 16.36m)의 기후 | 해남기상관측소 (해남군 해남읍 남천리, 해발 16.36m)의 기후 | 해남기상관측소 (해남군 해남읍 남천리, 해발 16.36m)의 기후 | 해남기상관측소 (해남군 해남읍 남천리, 해발 16.36m)의 기후 | 해남기상관측소 (해남군 해남읍 남천리, 해발 16.36m)의 기후 | 해남기상관측소 (해남군 해남읍 남천리, 해발 16.36m)의 기후 | 해남기상관측소 (해남군 해남읍 남천리, 해발 16.36m)의 기후 | 해남기상관측소 (해남군 해남읍 남천리, 해발 16.36m)의 기후 | 해남기상관측소 (해남군 해남읍 남천리, 해발 16.36m)의 기후 | 해남기상관측소 (해남군 해남읍 남천리, 해발 16.36m)의 기후 | 해남기상관측소 (해남군 해남읍 남천리, 해발 16.36m)의 기후 | 해남기상관측소 (해남군 해남읍 남천리, 해발 16.36m)의 기후 |
| 월                                                        | 1월                                                       | 2월                                                       | 3월                                                       | 4월                                                       | 5월                                                       | 6월                                                       | 7월                                                       | 8월                                                       | 9월                                                       | 10월                                                      | 11월                                                      | 12월                                                      | 연간                                                      |
| --------------------------------------------------------- | --------------------------------------------------------- | --------------------------------------------------------- | --------------------------------------------------------- | --------------------------------------------------------- | --------------------------------------------------------- | --------------------------------------------------------- | --------------------------------------------------------- | --------------------------------------------------------- | --------------------------------------------------------- | --------------------------------------------------------- | --------------------------------------------------------- | --------------------------------------------------------- | --------------------------------------------------------- |
| 역대 최고 기온 °C (°F)                                    | 18.8 (65.8)                                               | 21.7 (71.1)                                               | 24.2 (75.6)                                               | 27.3 (81.1)                                               | 33.1 (91.6)                                               | 33.6 (92.5)                                               | 36.6 (97.9)                                               | 37.2 (99.0)                                               | 34.5 (94.1)                                               | 29.7 (85.5)                                               | 25.9 (78.6)                                               | 21.0 (69.8)                                               | 37.2 (99.0)                                               |
| 일평균 최고 기온 °C (°F)                                  | 6.3 (43.3)                                                | 8.3 (46.9)                                                | 12.8 (55.0)                                               | 18.5 (65.3)                                               | 23.2 (73.8)                                               | 26.4 (79.5)                                               | 29.0 (84.2)                                               | 30.4 (86.7)                                               | 27.0 (80.6)                                               | 22.0 (71.6)                                               | 15.4 (59.7)                                               | 8.8 (47.8)                                                | 19.0 (66.2)                                               |
| 일일 평균 기온 °C (°F)                                    | 1.3 (34.3)                                                | 2.7 (36.9)                                                | 6.7 (44.1)                                                | 12.1 (53.8)                                               | 17.3 (63.1)                                               | 21.5 (70.7)                                               | 25.0 (77.0)                                               | 25.9 (78.6)                                               | 21.5 (70.7)                                               | 15.4 (59.7)                                               | 9.3 (48.7)                                                | 3.3 (37.9)                                                | 13.5 (56.3)                                               |
| 일평균 최저 기온 °C (°F)                                  | −3.3 (26.1)                                               | −2.7 (27.1)                                               | 0.6 (33.1)                                                | 5.6 (42.1)                                                | 11.6 (52.9)                                               | 17.5 (63.5)                                               | 22.0 (71.6)                                               | 22.2 (72.0)                                               | 16.7 (62.1)                                               | 9.0 (48.2)                                                | 3.3 (37.9)                                                | −1.9 (28.6)                                               | 8.4 (47.1)                                                |
| 역대 최저 기온 °C (°F)                                    | −17.1 (1.2)                                               | −14.5 (5.9)                                               | −8.3 (17.1)                                               | −5.3 (22.5)                                               | −0.6 (30.9)                                               | 8.0 (46.4)                                                | 14.5 (58.1)                                               | 12.5 (54.5)                                               | 5.9 (42.6)                                                | −3.2 (26.2)                                               | −6.2 (20.8)                                               | −13.0 (8.6)                                               | −17.1 (1.2)                                               |
| 평균 강수량 mm (인치)                                     | 30.4 (1.20)                                               | 39.3 (1.55)                                               | 78.3 (3.08)                                               | 94.5 (3.72)                                               | 102.4 (4.03)                                              | 160.9 (6.33)                                              | 226.6 (8.92)                                              | 248.4 (9.78)                                              | 150.4 (5.92)                                              | 65.1 (2.56)                                               | 51.1 (2.01)                                               | 34.6 (1.36)                                               | 1,282 (50.47)                                             |
| 평균 강수일수 (≥ 0.1 mm)                                  | 8.7                                                       | 7.8                                                       | 8.7                                                       | 8.5                                                       | 9.1                                                       | 10.1                                                      | 12.7                                                      | 12.3                                                      | 8.8                                                       | 5.7                                                       | 8.1                                                       | 9.0                                                       | 109.5                                                     |
| 평균 상대 습도 (%)                                        | 69.8                                                      | 68.4                                                      | 68.2                                                      | 68.2                                                      | 71.6                                                      | 76.5                                                      | 82.8                                                      | 80.7                                                      | 77.0                                                      | 71.8                                                      | 71.2                                                      | 70.9                                                      | 73.1                                                      |
| 평균 월간 일조시간                                        | 157.4                                                     | 166.1                                                     | 200.9                                                     | 216.4                                                     | 229.5                                                     | 179.4                                                     | 165.5                                                     | 200.6                                                     | 184.2                                                     | 206.8                                                     | 169.1                                                     | 155.0                                                     | 2,230.9                                                   |
| 출처: 기상청 (평년값: 1991년~2020년, 극값: 1971년~현재)   |                                                           |                                                           |                                                           |                                                           |                                                           |                                                           |                                                           |                                                           |                                                           |                                                           |                                                           |                                                           |                                                           |

## 행정 구역

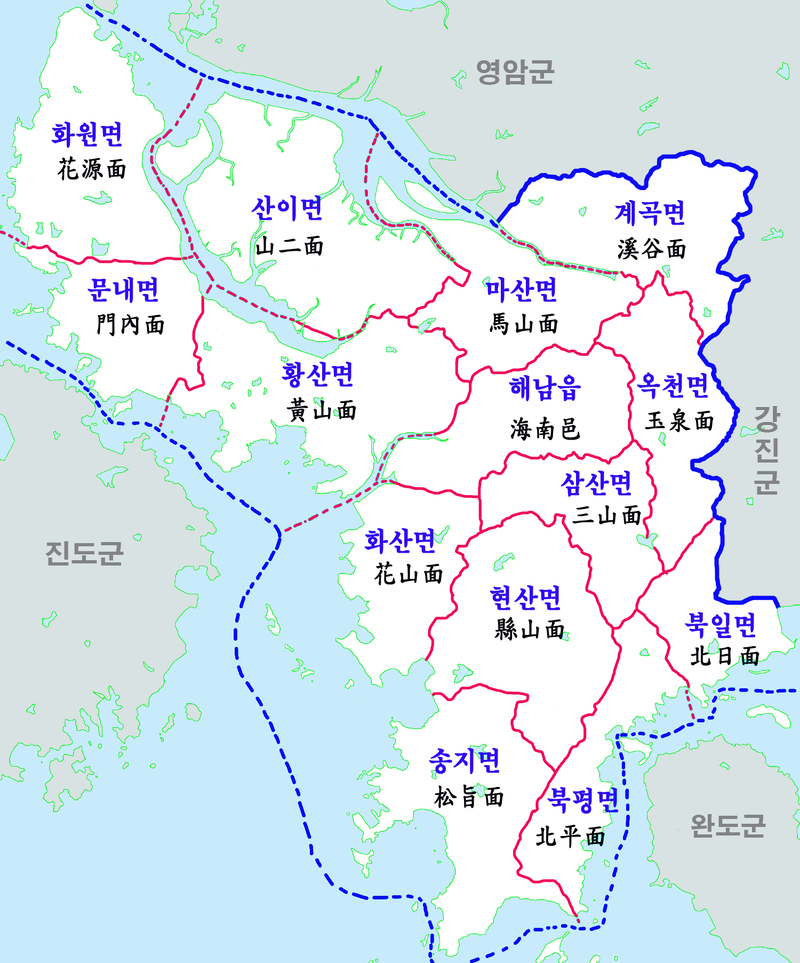
해남군 행정구역

해남군의 행정 구역은 1읍 13면 179리로 구성되어 있다. 해남군의 면적은 1013.8 km2이고, 인구는 2015년 12월 말 주민등록 기준으로 7만6194 명, 3만5354 가구이며, 전체 인구의 33%가 해남읍에 거주한다.
| 읍면동 | 한자   | 면적   | 인구   | 세대   |
| ------ | ------ | ------ | ------ | ------ |
| 해남읍 | 海南邑 | 65.20  | 25,186 | 10,059 |
| 삼산면 | 三山面 | 50.86  | 3,302  | 1,638  |
| 화산면 | 花山面 | 57.20  | 3,761  | 1,854  |
| 현산면 | 縣山面 | 90.34  | 3,383  | 1,713  |
| 송지면 | 松旨面 | 80.59  | 6,910  | 3,324  |
| 북평면 | 北平面 | 48.13  | 3,195  | 1,600  |
| 북일면 | 北日面 | 41.38  | 2,299  | 1,165  |
| 옥천면 | 玉泉面 | 61.69  | 3,466  | 1,709  |
| 계곡면 | 溪谷面 | 78.14  | 2,527  | 1,320  |
| 마산면 | 馬山面 | 78.27  | 2,790  | 1,449  |
| 황산면 | 黃山面 | 105.75 | 5,857  | 2,807  |
| 산이면 | 山二面 | 109.48 | 4,567  | 2,246  |
| 문내면 | 門內面 | 56.60  | 4,642  | 2,299  |
| 화원면 | 花源面 | 90.20  | 4,309  | 2,171  |
| 해남군 | 海南郡 | 1013.8 | 76,194 | 35,354 |

## 인구
해남군의 연도별 인구 추이
| 연도   | 총인구    |  |
| ------ | --------- |  |
| 1957년 | 175,768명 |  |
| 1958년 | 183,721명 |  |
| 1959년 | 189,024명 |  |
| 1960년 | 204,115명 |  |
| 1966년 | 229,747명 |  |
| 1970년 | 210,323명 |  |
| 1975년 | 198,881명 |  |
| 1980년 | 168,689명 |  |
| 1985년 | 150,794명 |  |
| 1990년 | 134,279명 |  |
| 1995년 | 96,145명  |  |
| 2000년 | 89,603명  |  |
| 2005년 | 74,086명  |  |
| 2010년 | 66,042명  |  |
| 2017년 | 73,604명  |  |

## 문화·관광
- 땅끝마을
- 해남 윤선도 유적[15]
- 녹우당(고산 윤선도 유물전시관) : 해남읍 연동리에서는 덕음산을 뒤로 우리나라 최고의 명당터 중 한곳인 고산 윤선도 선생의 유적지의 유적지이면서 대표적인 종택이자 녹우당이 있다. 녹우당 앞에 들어서면 먼저 6백년 된 은행나무가 이 집의 오랜 역사와 전통을 말해주듯 이들을 압도한다. 현재 녹우당의 건물로는 안채, 사랑채, 행랑채 그리고 안사당, 어초은 사당, 고산 사당, 추원당 및 고산 윤선도 유물 전시관과 어초은 무덤이 있다.
- 해남 우항리 공룡·익룡·새발자국화석 산지
- 해남 명량대첩비
- 두륜산
- 대흥사
  - 대흥사북미륵암마애여래좌상(국보 제308호)
- 미황사
  - 해남 미황사 괘불탱(보물 제1342호)
- 해남공룡박물관
- 해남 전라우수영
- 진도타워
- 가학산자연휴양림
- 땅끝해양자연사박물관
- 해남 금강산 : 이름이 알려지지 않은 산(무명산)을 알리는 여행프로그램인 《김 피디의 너만 산이냐, 나도 산이다.》(마운틴TV)에 의하면, 해남에는 금강산, 산에 쌓은 해남산성이 있다. 김 피디의 고향이 해남이라고 한다.

## FM 라디오 주파수 방송 목록
- 88.1 - 광주KBS 제2라디오 해피FM (해남 대둔산)
- 88.3 - 전주KBS 제1라디오 (구례 노고단)
- 89.1 - 목포MBC 표준FM (해남 대둔산)
- 89.7 - BBS 광주불교방송 (광주 무등산)
- 90.5 - 광주KBS 제1라디오 (광주 무등산)
- 91.5 - 광주MBC FM4U (광주 무등산)
- 92.3 - 광주KBS 클래식FM (광주 무등산)
- 93.1 - febc 광주극동방송 (광주 무등산)
- 93.9 - 광주MBC 표준FM (광주 무등산)
- 94.7 - 남도국악방송 (해남 대둔산)
- 95.1 - 광주MBC FM4U (구례 노고단)
- 95.5 - 광주KBS 제2라디오 해피FM (광주 무등산)
- 96.5 - KFN 라디오 (광주 무등산)
- 97.3 - TBN 광주교통방송 (광주 무등산)
- 98.1 - 광주CBS 음악FM (광주 무등산)
- 98.3 - 목포KBS 클래식FM (목포 양을산)
- 98.7 - GGN 글로벌광주방송 (광주 무등산)
- 99.3 - 광주국악방송 (광주 무등산)
- 99.9 - cpbc 광주가톨릭평화방송 (광주 무등산)
- 100.5 - febc 목포극동방송 (목포 양을산)
- 101.1 - 광주kbc 마이FM (광주 무등산)
- 101.7 - 전주MBC 표준FM (구례 노고단)
- 102.3 - 목포MBC FM4U (목포 양을산)
- 103.1 - 광주CBS 표준FM (광주 무등산)
- 104.1 - EBS 라디오 (해남 대둔산)
- 104.5 - 전주KBS 클래식FM (구례 노고단)
- 105.3 - EBS 라디오 (광주 무등산)
- 105.9 - 목포KBS 제1라디오 (해남 대둔산)
- 106.7 - EBS 라디오 (목포 양을산)
- 106.9 - EBS 라디오 (장흥)
- 107.5 - EBS 라디오 (구례 노고단)
- 107.9 - WBS 광주원음방송 (광주 무등산)

## 영암·해남 관광레저형 기업도시
- 2012년 12월 27일 문화체육관광부는 영암·해남 관광레저형 기업도시(구성지구) 개발구역 지정·개발계획 변경 및 실시계획을 승인하여 국토해양부와 공동고시하였다. 고시문[깨진 링크(과거 내용 찾기)]

- 2010년 1월 14일 문화체육관광부는 영암·해남 관광레저형 기업도시(구성지구) 개발구역 지정 및 개발계획을 승인하여 국토해양부와 공동고시하였다. 고시문[깨진 링크(과거 내용 찾기)]

## 사진첩

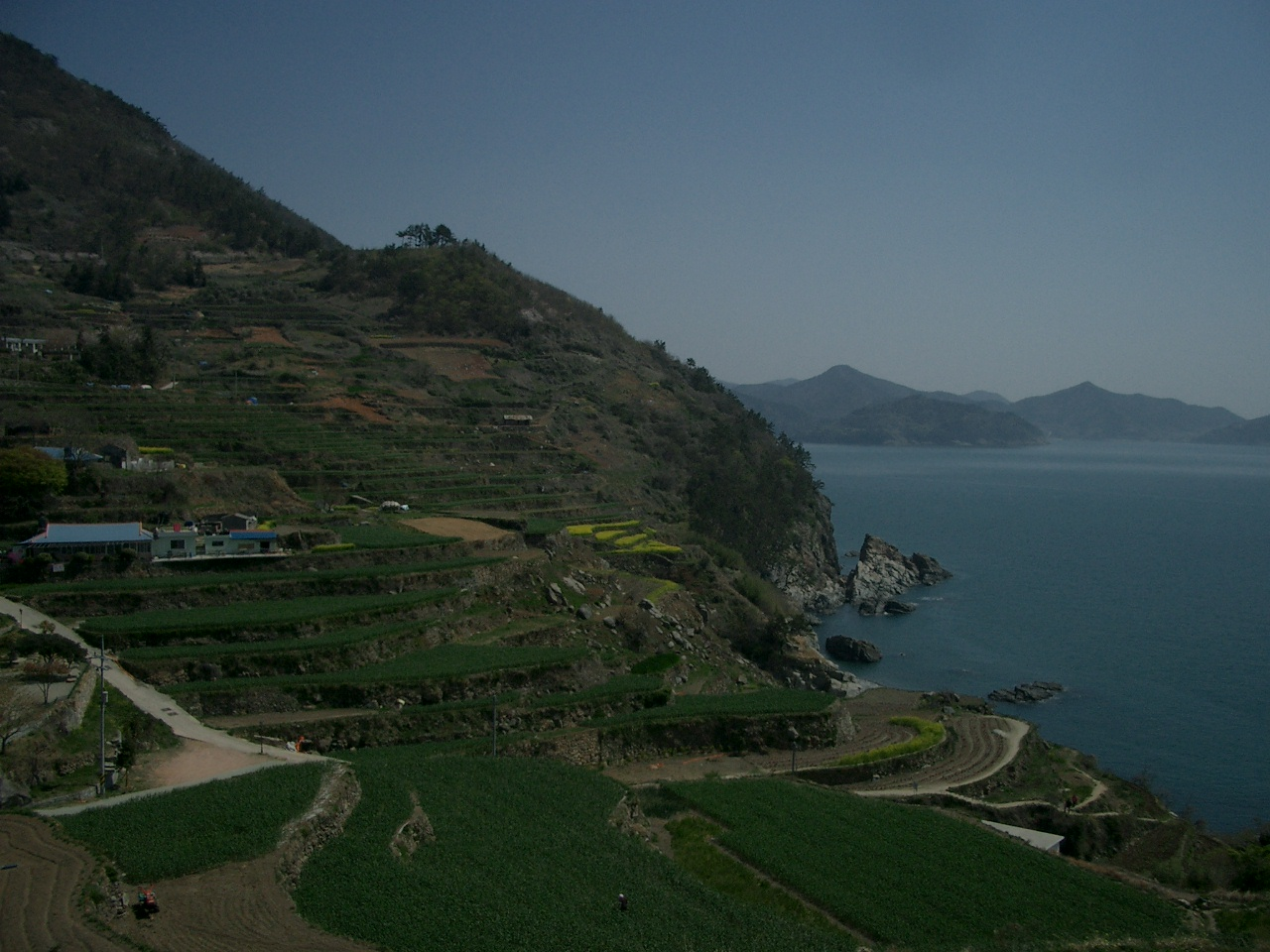
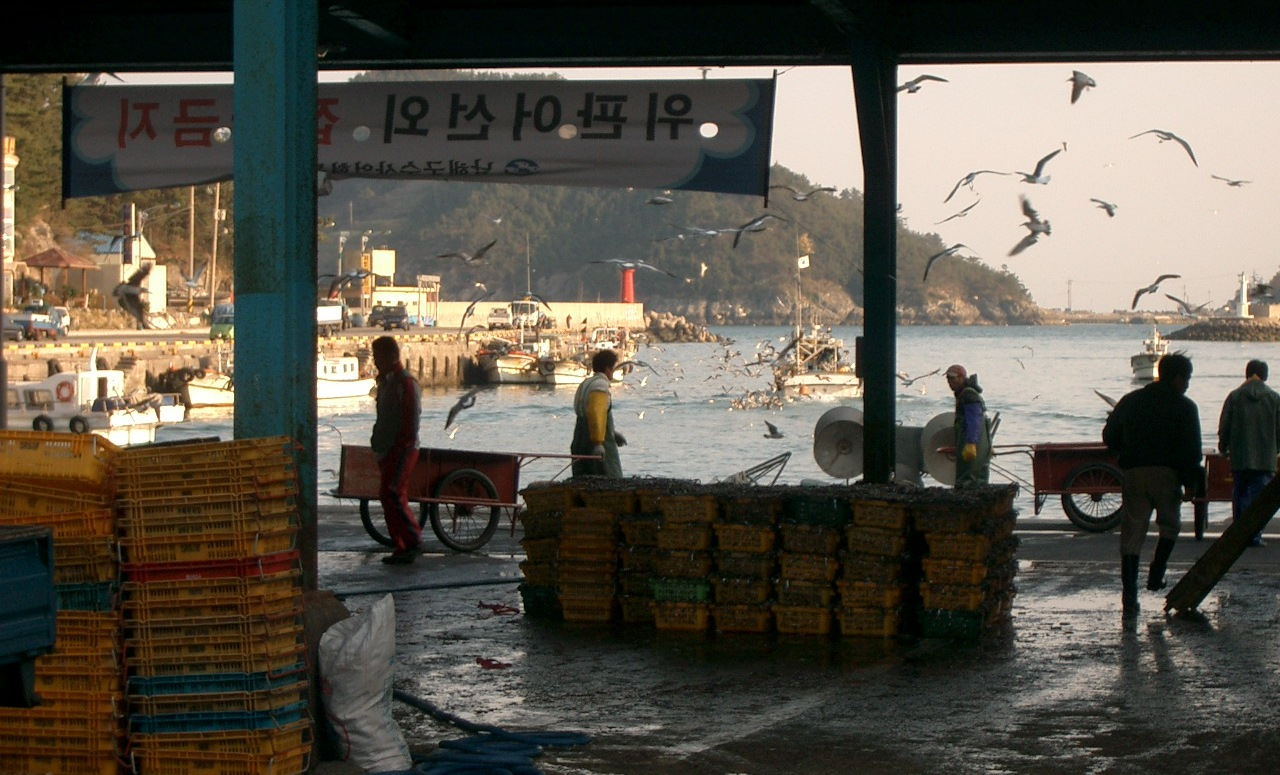
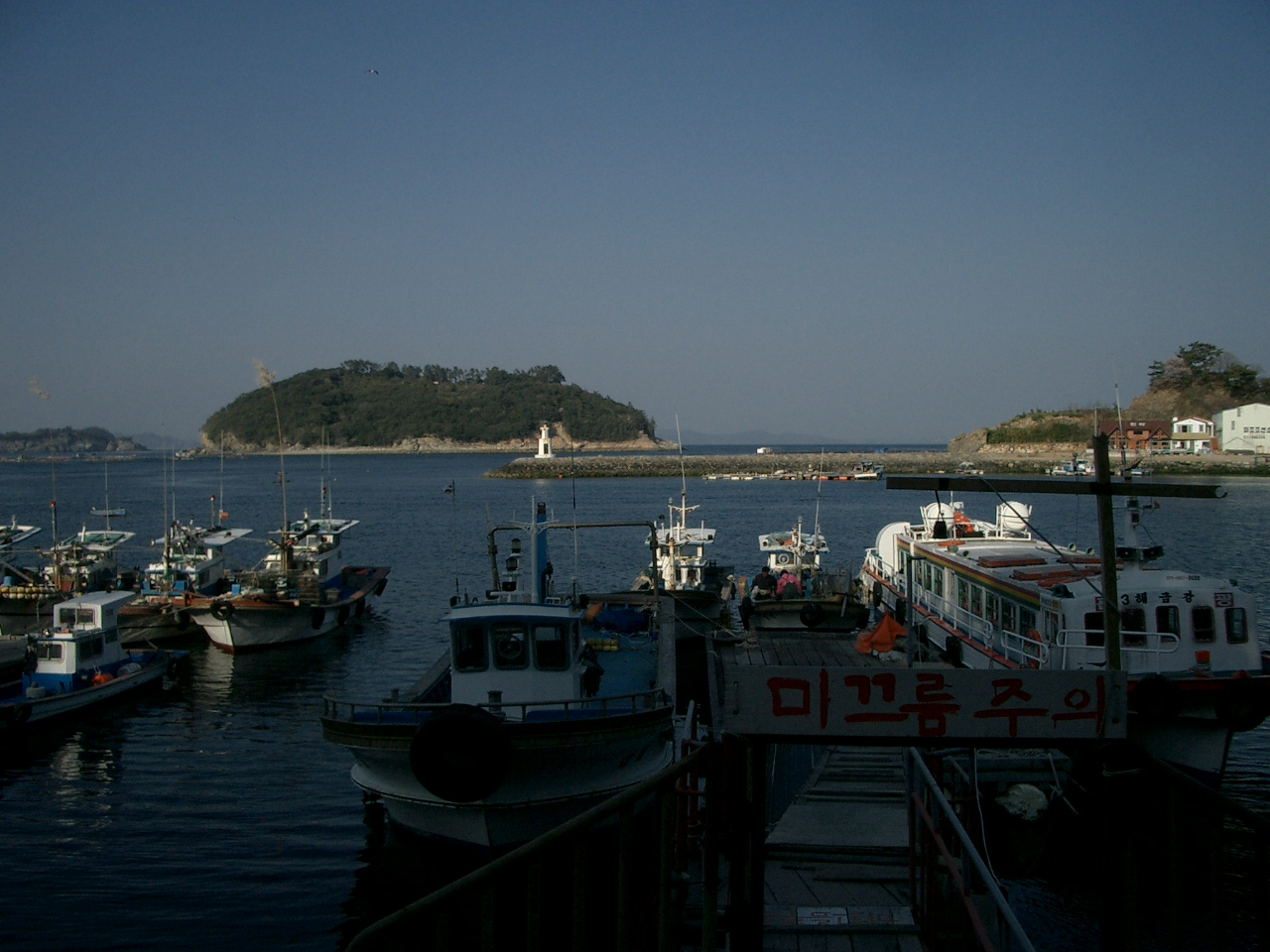
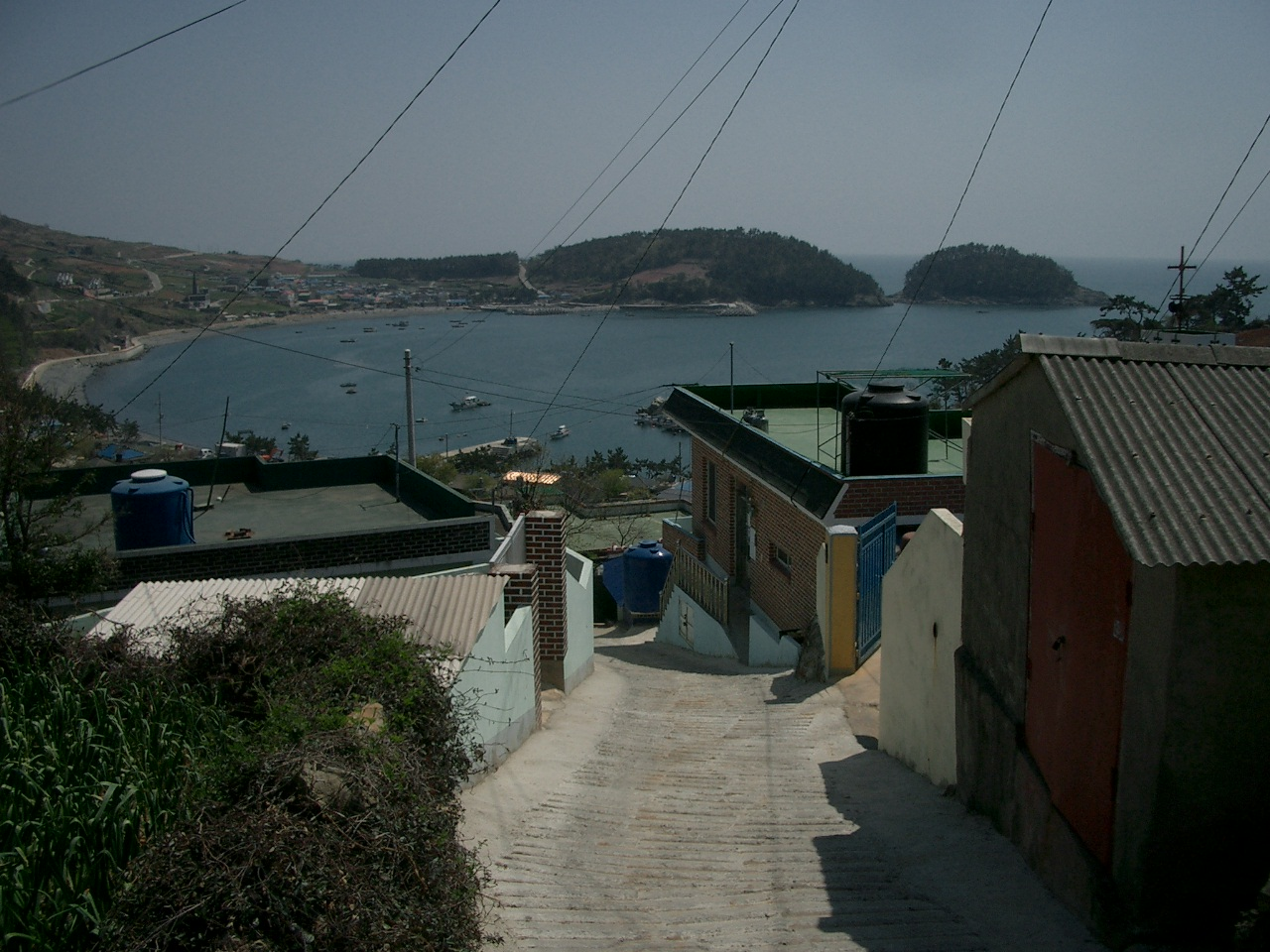
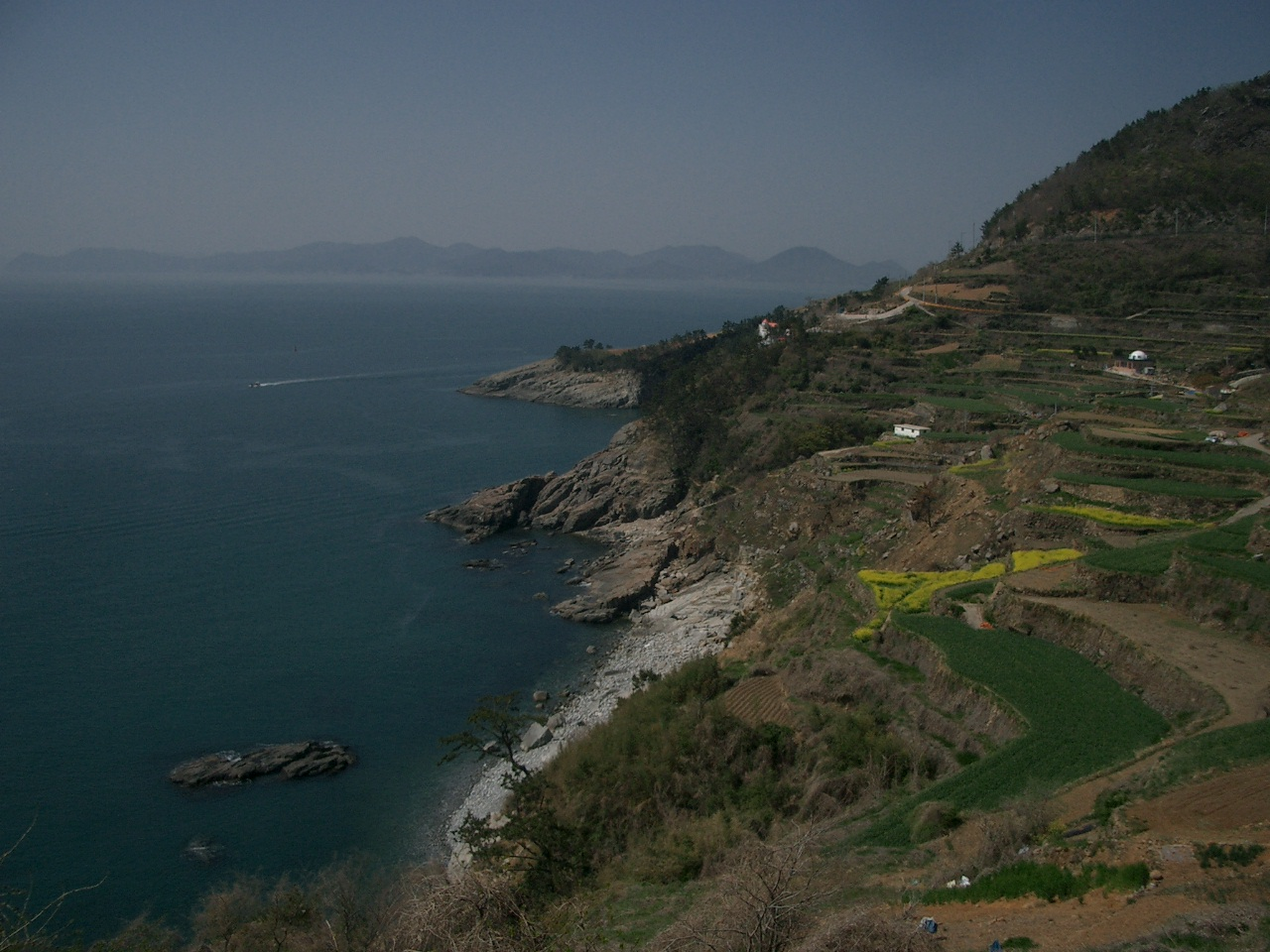
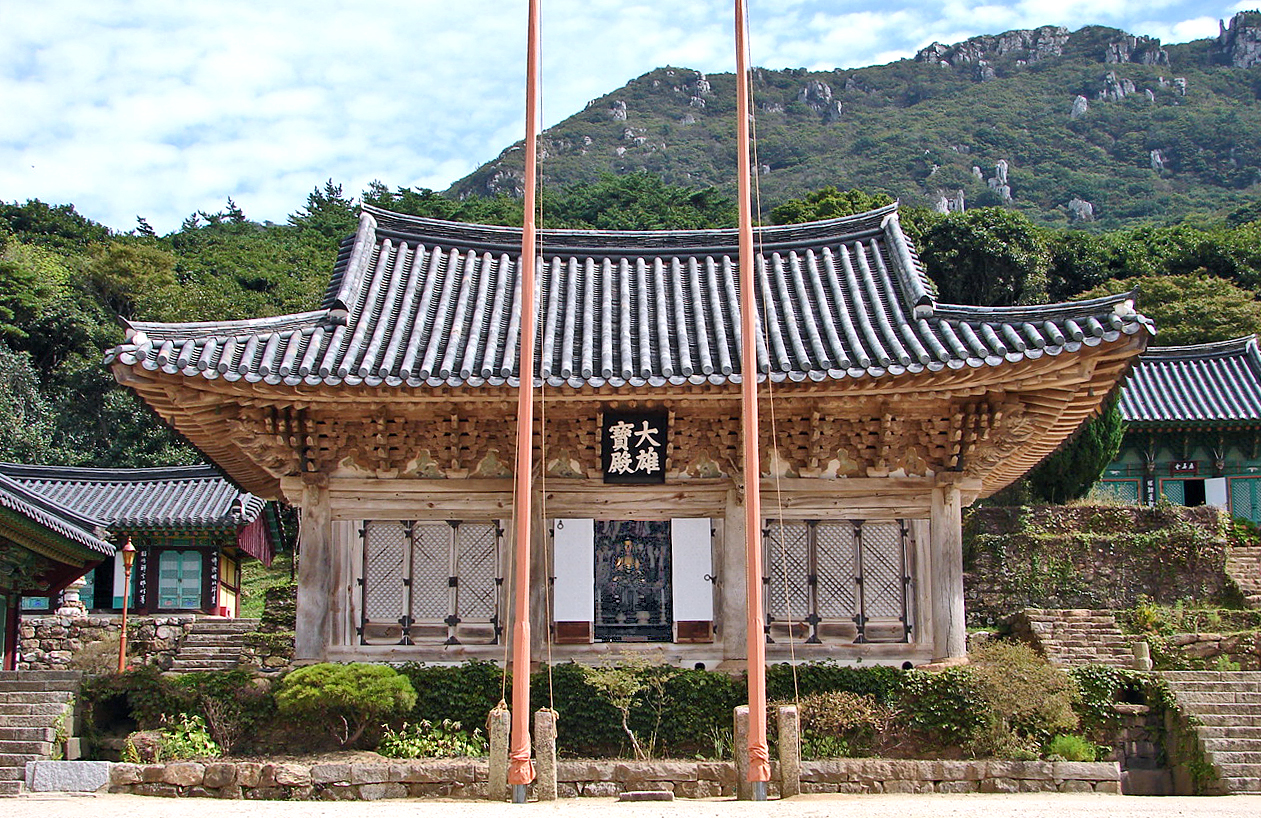
달마산미황사
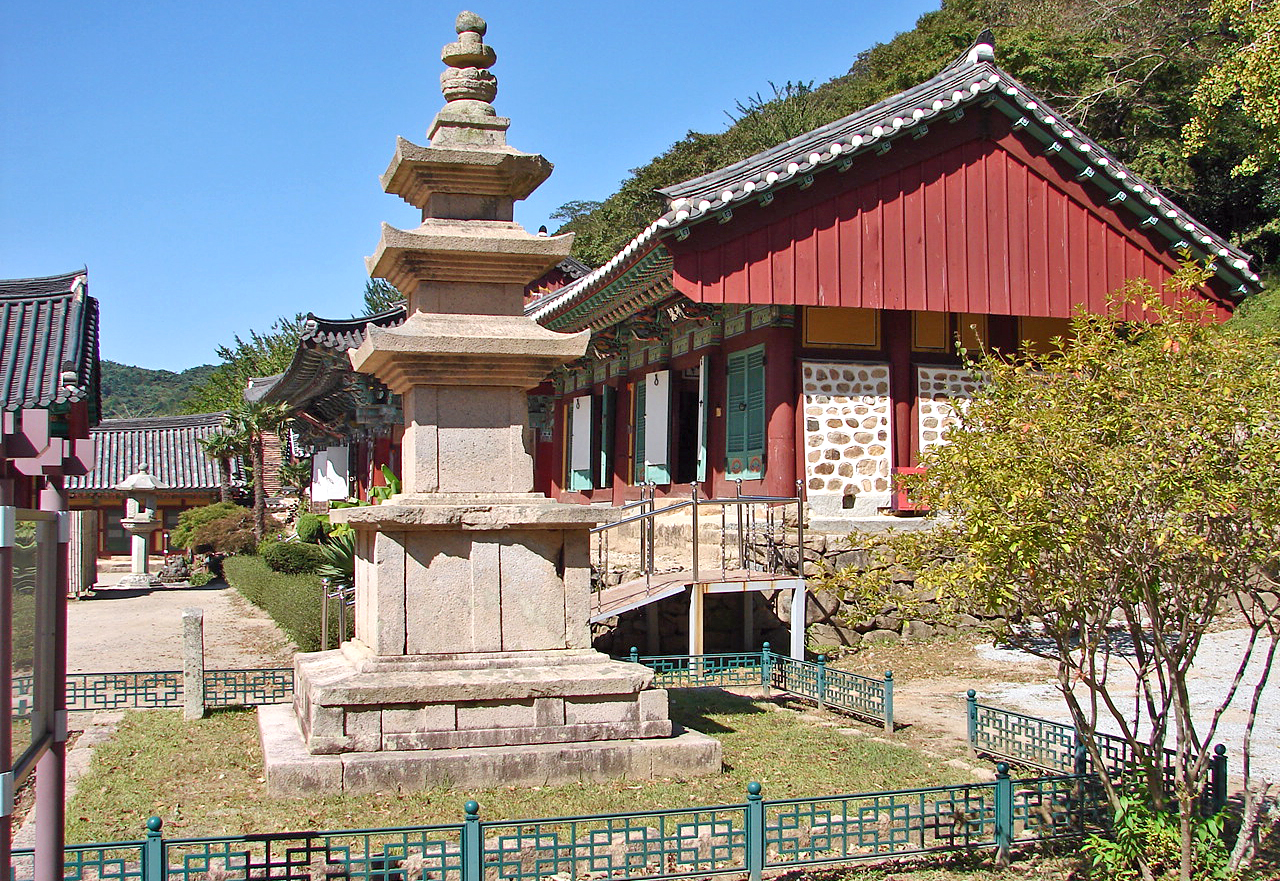
대흥사
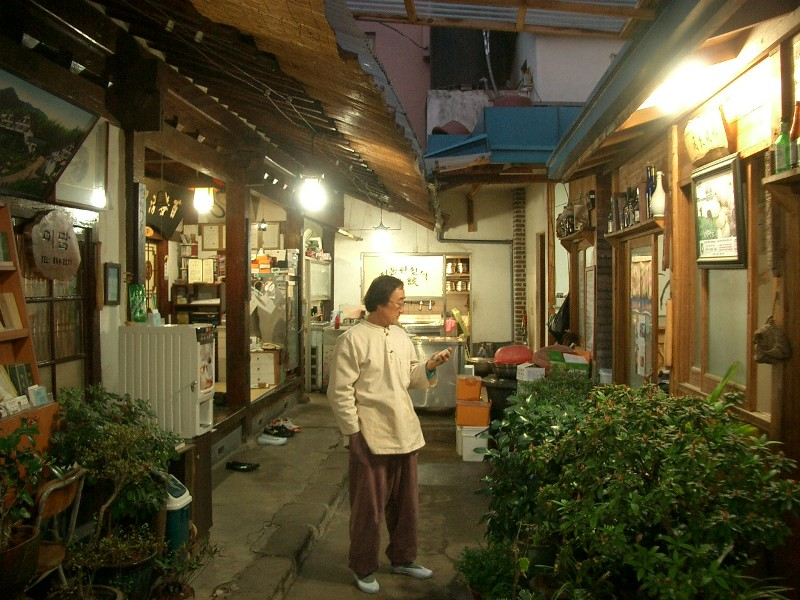

## 자매 도시
- 대한민국 경기도 김포시
- 대한민국 경기도 안산시
- 대한민국 서울특별시 중랑구
- 대한민국 서울특별시 서초구
- 대한민국 서울특별시 구로구
- 대한민국 경상북도 영덕군
- 대한민국 부산광역시 해운대구
- 중국 광둥성 사오관시 웡위안현
- 베트남 껀터시 오몬군